# 1912 na literatura
Esta lista fala sobre o ano de 1912 na Literatura.

## Livros
- Tarzan dos Macacos, por Edgar Rice Burroughs.
- Marriage, por H. G. Wells.

## Nascimentos
| Data            | Nome                  | Profissão                                | Nacionalidade    | Observações | Ref |
| --------------- | --------------------- | ---------------------------------------- | ---------------- | ----------- | --- |
| 14 de Janeiro   | Tillie Olsen          | escritora                                | Estados Unidos   | m. 2007     |     |
| 18 de Janeiro   | Evandro Lins e Silva  | jurista, jornalista, escritor e político | Brasil           | m. 2002     |     |
| 30 de Janeiro   | Pierre Boulle         | escritor                                 | França           | m. 1994     |     |
| 17 de Fevereiro | Andre Norton          | escritor de ficção científica e fantasia | Estados Unidos   | m. 2005     |     |
| 20 de Fevereiro | Pierre Boulle         | escritor                                 | França           | m. 1994     |     |
| 26 de Abril     | A. E. van Vogt        | escritor de ficção científica            | Canadá           | m. 2000     |     |
| 28 de maio      | Patrick White         | romancista e dramaturgo                  | Austrália        | m. 1990     |     |
| 21 de Julho     | Carlos Reverbel       | escritor e jornalista                    | Brasil           | m. 1997     |     |
| 10 de Agosto    | Jorge Amado           | escritor                                 | Brasil           | m. 2001     |     |
| 23 de Agosto    | Nelson Rodrigues      | dramaturgo, jornalista e escritor        | Brasil           | m. 1980     |     |
| 5 de Setembro   | John Cage             | compositor e escritor                    | Estados Unidos   | m. 1992     |     |
| 8 de Setembro   | Camillo de Jesus Lima | poeta                                    | Brasil           | m. 1912     |     |
| 26 de Novembro  | Eugène Ionesco        | dramaturgo                               | Roménia / França | m. 1994     |     |
| 9 de Junho      | Kenneth L. Pike       | linguista e antropólogo                  | Estados Unidos   | m. 2000     |     |

## Mortes
| Data        | Nome              | Profissão  | Nacionalidade | Observações | Ref |
| ----------- | ----------------- | ---------- | ------------- | ----------- | --- |
| 20 de Abril | Bram Stoker       | escritor   | Irlanda       | n. 1847     |     |
| 14 de Maio  | August Strindberg | dramaturgo | Suécia        | n. 1849     |     |

## Prémios literários
- Nobel de Literatura - Gerhart Hauptmann.[1]